# Discografia degli Scorpions
La seguente è la discografia degli Scorpions, gruppo musicale tedesco in attività dal 1965. Durante la loro carriera hanno venduto tra i 75 ed i 100 milioni di copie nel mondo.

## Album

### Album in studio
| Anno                                                                                               | Titolo | Classifiche | Classifiche | Classifiche | Classifiche | Classifiche | Classifiche | Classifiche | Classifiche | Classifiche | Classifiche | Classifiche | Classifiche | Certificazioni |
| Anno                                                                                               | Titolo | GER         | AUT         | CAN         | FIN         | FRA         | ITA         | NLD         | NOR         | SWE         | SWI         | UK          | US          | Certificazioni |
| -------------------------------------------------------------------------------------------------- | --- | ----------- | ----------- | ----------- | ----------- | ----------- | ----------- | ----------- | ----------- | ----------- | ----------- | ----------- | ----------- | --- |
| 1972                                                                                               | Lonesome Crow - Pubblicazione: 29 febbraio 1972 - Etichetta: Brain Records - Formati: LP, CD, MC                         | —           | —           | —           | —           | —           | —           | —           | —           | —           | —           | —           | —           | |
| 1974                                                                                               | Fly to the Rainbow - Pubblicazione: 7 ottobre 1974 - Etichetta: RCA Records - Formati: LP, CD, MC                        | —           | —           | —           | —           | —           | —           | —           | —           | —           | —           | —           | —           | |
| 1975                                                                                               | In Trance - Pubblicazione: 17 settembre 1975 - Etichetta: RCA Records - Formati: LP, CD, MC                              | —           | —           | —           | —           | —           | —           | —           | —           | —           | —           | —           | —           | |
| 1976                                                                                               | Virgin Killer - Pubblicazione: 9 ottobre 1976 - Etichetta: RCA Records - Formati: LP, CD, MC                             | —           | —           | —           | —           | —           | —           | —           | —           | —           | —           | —           | —           | - JPN: Oro |
| 1977                                                                                               | Taken by Force - Pubblicazione: 4 dicembre 1977 - Etichetta: RCA Records - Formati: LP, CD, MC                           | —           | —           | —           | —           | —           | —           | —           | —           | —           | —           | —           | —           | - JPN: Oro |
| 1979                                                                                               | Lovedrive - Pubblicazione: 25 febbraio 1979 - Etichetta: EMI - Formati: LP, CD, MC                                       | 11          | —           | —           | —           | 10          | —           | —           | —           | 32          | —           | 36          | 55          | - FRA: Oro - GER: Oro - JPN: Platino - US: Oro                                                                                       |
| 1980                                                                                               | Animal Magnetism - Pubblicazione: 31 marzo 1980 - Etichetta: EMI - Formati: LP, CD, MC                                   | 12          | —           | 76          | —           | —           | —           | —           | —           | 37          | —           | 23          | 52          | - CAN: Oro - US: Platino |
| 1982                                                                                               | Blackout - Pubblicazione: 10 aprile 1982 - Etichetta: EMI - Formati: LP, CD, MC                                          | 10          | —           | 11          | 12          | 1           | —           | 45          | —           | 12          | 77          | 11          | 10          | - CAN: Platino - FRA: Oro - US: Platino                                                                                              |
| 1984                                                                                               | Love at First Sting - Pubblicazione: 4 maggio 1984 - Etichetta: EMI - Formati: LP, CD, MC                                | 6           | 19          | 15          | 4           | 4           | —           | —           | —           | 17          | 9           | 17          | 6           | - CAN: 2× Platino - GER: Oro - US: 3× Platino                                                                                        |
| 1988                                                                                               | Savage Amusement - Pubblicazione: 16 aprile 1988 - Etichetta: EMI - Formati: LP, CD, MC                                  | 4           | 18          | 25          | 1           | 16          | 17          | 24          | 5           | 2           | 5           | 18          | 5           | - CAN: Platino - FIN: Oro - FRA: Oro - GER: Oro - SWE: Oro - SWI: Oro - US: Platino                                                  |
| 1990                                                                                               | Crazy World - Pubblicazione: 6 novembre 1990 - Etichetta: Mercury Records - Formati: CD, LP, MC                          | 1           | 1           | 20          | 4           | 2           | 12          | 6           | 4           | 6           | 3           | 27          | 21          | - AUT: Platino - CAN: 2× Platino - FIN: Oro - GER: 2× Platino - MEX: Oro - NOR: Oro - SWI: 2× Platino - UK: Argento - US: 2× Platino |
| 1993                                                                                               | Face the Heat - Pubblicazione: 21 settembre 1993 - Etichetta: PolyGram - Formati: CD, LP, MC                             | 4           | 12          | 34          | 7           | 5           | 22          | 34          | —           | 15          | 9           | 51          | 24          | - FRA: Oro - NOR: Oro - SWI: Oro |
| 1996                                                                                               | Pure Instinct - Pubblicazione: 21 maggio 1996 - Etichetta: PolyGram - Formati: CD, LP, MC                                | 8           | 20          | —           | 10          | 11          | —           | 95          | —           | 28          | 15          | —           | 99          | - FIN: Oro - FRA: Oro - GER: Oro |
| 1999                                                                                               | Eye II Eye - Pubblicazione: 9 marzo 1999 - Etichetta: PolyGram - Formati: CD, MC                                         | 6           | —           | —           | 37          | 50          | —           | —           | —           | —           | 49          | —           | —           | |
| 2004                                                                                               | Unbreakable - Pubblicazione: 22 giugno 2004 - Etichetta: BMG - Formati: CD, LP, MC                                       | 4           | 30          | —           | 15          | 42          | 62          | —           | —           | 14          | 19          | —           | —           | |
| 2007                                                                                               | Humanity: Hour I - Pubblicazione: 15 maggio 2007 - Etichetta: BMG - Formati: CD, LP                                      | 9           | 41          | —           | 29          | 16          | 44          | 91          | —           | 36          | 27          | —           | 63          | |
| 2010                                                                                               | Sting in the Tail - Pubblicazione: 19 marzo 2010 - Etichetta: Sony Music Germany - Formati: CD, LP, download digitale    | 2           | 6           | 22          | 6           | 16          | 39          | 71          | —           | 14          | 6           | 96          | 23          | - GER: Platino |
| 2015                                                                                               | Return to Forever - Pubblicazione: 20 febbraio 2015 - Etichetta: Sony Music Germany - Formati: CD, LP, download digitale | 2           | 11          | 16          | 7           | 5           | 28          | 39          | —           | 17          | 2           | 31          | 65          | - FRA: Oro |
| 2022                                                                                               | Rock Believer - Pubblicazione: 25 febbraio 2022 - Etichetta: Vertigo Records - Formati: CD, LP, download digitale        | 2           | 4           | 60          | 3           | 2           | 24          | 15          | __          | 6           | 2           | 18          | 59          | |
| "—" indica una pubblicazione che non si è classificata o che non è stata pubblicata in quel Paese. | |             |             |             |             |             |             |             |             |             |             |             |             | |

### Album dal vivo
| Anno                                                                                               | Titolo | Classifiche | Classifiche | Classifiche | Classifiche | Classifiche | Classifiche | Classifiche | Classifiche | Classifiche | Classifiche | Certificazioni                                                    |
| Anno                                                                                               | Titolo | GER         | AUT         | CAN         | FIN         | FRA         | NLD         | SWE         | SWI         | UK          | US          | Certificazioni                                                    |
| -------------------------------------------------------------------------------------------------- | --- | ----------- | ----------- | ----------- | ----------- | ----------- | ----------- | ----------- | ----------- | ----------- | ----------- | ----------------------------------------------------------------- |
| 1978                                                                                               | Tokyo Tapes - Pubblicazione: 16 agosto 1978 - Etichetta: RCA Records - Formati: LP, CD, MC                                             | 35          | —           | —           | —           | 14          | —           | 42          | —           | —           | —           | - FRA: Oro                                                        |
| 1985                                                                                               | World Wide Live - Pubblicazione: 20 giugno 1985 - Etichetta: EMI - Formati: LP, CD, MC                                                 | 4           | 4           | 39          | 9           | 20          | 47          | 9           | 18          | 18          | 14          | - CAN: Platino - ESP: Platino - FRA: Oro - GER: Oro - US: Platino |
| 1995                                                                                               | Live Bites - Pubblicazione: 3 aprile 1995 - Etichetta: PolyGram - Formati: CD, LP, MC                                                  | 66          | —           | —           | —           | —           | —           | —           | —           | —           | —           |                                                                   |
| 2000                                                                                               | Moment of Glory (con la Berliner Philharmoniker) - Pubblicazione: 29 agosto 2000 - Etichetta: PolyGram - Formati: CD, MC               | 3           | —           | —           | —           | 70          | —           | —           | 48          | —           | —           | - GER: Oro                                                        |
| 2001                                                                                               | Acoustica - Pubblicazione: 14 maggio 2001 - Etichetta: PolyGram - Formati: CD, MC                                                      | 13          | —           | —           | —           | 46          | —           | —           | 35          | —           | —           | - BRA: Oro                                                        |
| 2011                                                                                               | Live 2011: Get Your Sting & Blackout - Pubblicazione: 14 ottobre 2011 - Etichetta: Sony Music Germany - Formati: CD, download digitale | —           | —           | —           | —           | —           | —           | —           | —           | —           | —           |                                                                   |
| 2013                                                                                               | MTV Unplugged - In Athens - Pubblicazione: 29 novembre 2013 - Etichetta: Sony Music Germany - Formati: CD, LP, download digitale       | 5           | 37          | —           | —           | 85          | —           | —           | 29          | —           | 113         | - GER: Oro                                                        |
| "—" indica una pubblicazione che non si è classificata o che non è stata pubblicata in quel Paese. | |             |             |             |             |             |             |             |             |             |             |                                                                   |

### Raccolte
| Anno                                                                                               | Titolo | Classifiche | Classifiche | Classifiche | Classifiche | Classifiche | Classifiche | Classifiche | Classifiche | Classifiche | Classifiche | Certificazioni                                            |
| Anno                                                                                               | Titolo | GER         | AUT         | FIN         | FRA         | ITA         | NLD         | NOR         | SWE         | SWI         | US          | Certificazioni                                            |
| -------------------------------------------------------------------------------------------------- | --- | ----------- | ----------- | ----------- | ----------- | ----------- | ----------- | ----------- | ----------- | ----------- | ----------- | --------------------------------------------------------- |
| 1979                                                                                               | Best of Scorpions - Pubblicazione: novembre 1979 - Etichetta: RCA Records                                                                   | —           | —           | —           | —           | —           | —           | —           | —           | —           | 180         |                                                           |
| 1980                                                                                               | Rock Galaxy - Pubblicazione: 1980 - Etichetta: RCA Records                                                                                  | —           | —           | —           | —           | —           | —           | —           | —           | —           | —           |                                                           |
| 1982                                                                                               | Hot & Heavy - Pubblicazione: 1982 - Etichetta: RCA Records                                                                                  | —           | —           | —           | —           | —           | —           | —           | —           | —           | —           |                                                           |
| 1984                                                                                               | Best of Scorpions Vol. 2 - Pubblicazione: luglio 1984 - Etichetta: RCA Records                                                              | —           | —           | —           | —           | —           | —           | —           | —           | —           | 175         |                                                           |
| 1985                                                                                               | Gold Ballads - Pubblicazione: 1985 - Etichetta: EMI                                                                                         | 25          | —           | —           | —           | —           | 11          | —           | —           | 7           | —           |                                                           |
| 1985                                                                                               | Best - Pubblicazione: 1985 - Etichetta: EMI                                                                                                 | —           | —           | —           | —           | —           | —           | —           | —           | —           | —           |                                                           |
| 1989                                                                                               | Best of Rockers 'n' Ballads - Pubblicazione: 14 novembre 1989 - Etichetta: EMI                                                              | 14          | —           | 16          | —           | —           | 92          | —           | 35          | 21          | 43          | - CAN: Oro - FIN: Oro - GER: Oro - SWI: Oro - US: Platino |
| 1990                                                                                               | Hurricane Rock - Pubblicazione: 1990 - Etichetta: Connoisseur Records                                                                       | —           | —           | —           | —           | —           | —           | —           | —           | —           | —           |                                                           |
| 1991                                                                                               | Hot & Slow: The Best of Ballads - Pubblicazione: ottobre 1991 - Etichetta: RCA Records                                                      | —           | —           | —           | —           | —           | —           | —           | —           | —           | —           | - FRA: Oro                                                |
| 1992                                                                                               | Still Loving You - Pubblicazione: 2 aprile 1992 - Etichetta: EMI                                                                            | 18          | 32          | 3           | 4           | 15          | 16          | 14          | 30          | 24          | —           | - FIN: Platino - FRA: Oro                                 |
| 1993                                                                                               | Selection - Pubblicazione: 1993 - Etichetta: Hip-O Records                                                                                  | —           | —           | —           | —           | —           | —           | —           | —           | —           | —           |                                                           |
| 1995                                                                                               | Deadly Sting: The Mercury Years - Pubblicazione: 6 febbraio 1995 (disco singolo) 15 luglio 1997 (disco doppio) - Etichetta: Mercury Records | 28          | 39          | 13          | 15          | —           | —           | —           | —           | 32          | —           |                                                           |
| 1995                                                                                               | Born to Touch Your Feelings - Pubblicazione: 20 marzo 1995 - Etichetta: RCA Records                                                         | —           | —           | —           | —           | —           | —           | —           | —           | —           | —           |                                                           |
| 1998                                                                                               | Master Series - Pubblicazione: marzo 1998 - Etichetta: PolyGram                                                                             | —           | —           | —           | —           | —           | —           | —           | —           | —           | —           |                                                           |
| 1998                                                                                               | Big City Nights - Pubblicazione: 1998 - Etichetta: PolyGram                                                                                 | —           | —           | —           | —           | —           | —           | —           | —           | —           | —           |                                                           |
| 1998                                                                                               | Hot & Slow: Best Masters of the 70's - Pubblicazione: settembre 1998 - Etichetta: RCA Records                                               | —           | —           | —           | —           | —           | —           | —           | —           | —           | —           |                                                           |
| 1999                                                                                               | Scorpions Best - Pubblicazione: 17 settembre 1999 - Etichetta: EMI                                                                          | —           | —           | 12          | 8           | —           | —           | 10          | 19          | —           | —           | - ESP: Platino - FIN: Oro - FRA: 2× Oro - GRE: Oro        |
| 2000                                                                                               | Pictured Life - Pubblicazione: 13 marzo 2000 - Etichetta: BMG                                                                               | —           | —           | —           | —           | —           | —           | —           | —           | —           | —           |                                                           |
| 2000                                                                                               | In Trance/Virgin Killer: The Back to Black Collection - Pubblicazione: 23 maggio 2000 - Etichetta: Hip-O Records                            | —           | —           | —           | —           | —           | —           | —           | —           | —           | —           |                                                           |
| 2001                                                                                               | 20th Century Masters - The Millennium Collection: The Best of Scorpions - Pubblicazione: 12 giugno 2001 - Etichetta: Mercury Records        | —           | —           | —           | —           | —           | —           | —           | —           | —           | —           |                                                           |
| 2002                                                                                               | Classic Bites - Pubblicazione: 5 febbraio 2002 - Etichetta: Mercury Records                                                                 | —           | —           | —           | —           | —           | —           | —           | —           | —           | —           |                                                           |
| 2002                                                                                               | Bad for Good: The Very Best of Scorpions - Pubblicazione: 28 maggio 2002 - Etichetta: Hip-O Records                                         | —           | —           | —           | —           | —           | —           | —           | —           | —           | 161         |                                                           |
| 2003                                                                                               | The Essential Scorpions - Pubblicazione: 15 luglio 2003 - Etichetta: Hip-O Records                                                          | —           | —           | —           | —           | —           | —           | —           | —           | —           | —           |                                                           |
| 2004                                                                                               | Box of Scorpions - Pubblicazione: 5 maggio 2004 - Etichetta: Hip-O Records                                                                  | —           | —           | —           | —           | —           | —           | —           | —           | —           | —           |                                                           |
| 2005                                                                                               | The Platinum Collection - Pubblicazione: 30 settembre 2005 - Etichetta: EMI                                                                 | —           | —           | 7           | 5           | 79          | —           | —           | —           | —           | —           |                                                           |
| 2006                                                                                               | No. 1's - Pubblicazione: 18 aprile 2006 - Etichetta: EMI                                                                                    | —           | —           | —           | —           | —           | —           | —           | —           | —           | —           |                                                           |
| 2006                                                                                               | Gold - Pubblicazione: 25 aprile 2006 - Etichetta: Hip-O Records                                                                             | —           | —           | —           | —           | —           | —           | —           | —           | —           | —           |                                                           |
| 2010                                                                                               | Icon - Pubblicazione: 2 novembre 2010 - Etichetta: Island                                                                                   | —           | —           | —           | —           | —           | —           | —           | —           | —           | —           |                                                           |
| 2010                                                                                               | Icon 2 - Pubblicazione: 2 novembre 2010 - Etichetta: Island                                                                                 | —           | —           | —           | —           | —           | —           | —           | —           | —           | —           |                                                           |
| 2013                                                                                               | Wind of Change: The Collection - Pubblicazione: 20 maggio 2013 - Etichetta: Universal                                                       | —           | —           | —           | —           | —           | —           | —           | —           | —           | —           |                                                           |
| 2017                                                                                               | Born to Touch Your Feelings - Best of Rock Ballads - Pubblicazione: 24 novembre 2017 - Etichetta: RCA                                       | —           | —           | —           | —           | —           | —           | —           | —           | —           | —           |                                                           |
| "—" indica una pubblicazione che non si è classificata o che non è stata pubblicata in quel Paese. | |             |             |             |             |             |             |             |             |             |             |                                                           |

### Album di cover
| Anno | Titolo | Classifiche | Classifiche | Classifiche | Classifiche | Classifiche | Certificazioni |
| Anno | Titolo | GER         | AUT         | FRA         | SWI         | US          | Certificazioni |
| ---- | --- | ----------- | ----------- | ----------- | ----------- | ----------- | -------------- |
| 2011 | Comeblack - Pubblicazione: 4 novembre 2011 - Etichetta: Sony Music Germany - Formati: CD, LP, download digitale | 25          | 67          | 22          | 33          | 90          | - FRA: Oro     |

## Singoli
| Anno                                                                                               | Singolo                                                                 | Classifiche | Classifiche | Classifiche | Classifiche | Classifiche | Classifiche | Classifiche | Classifiche | Classifiche | Classifiche | Classifiche | Certificazioni                                                                             | Album di provenienza        |
| Anno                                                                                               | Singolo                                                                 | GER         | AUT         | CAN         | FRA         | NLD         | NOR         | SWE         | SWI         | UK          | US          | US MR       | Certificazioni                                                                             | Album di provenienza        |
| -------------------------------------------------------------------------------------------------- | ----------------------------------------------------------------------- | ----------- | ----------- | ----------- | ----------- | ----------- | ----------- | ----------- | ----------- | ----------- | ----------- | ----------- | ------------------------------------------------------------------------------------------ | --------------------------- |
| 1975                                                                                               | In Trance                                                               | —           | —           | —           | —           | —           | —           | —           | —           | —           | —           | —           |                                                                                            | In Trance                   |
| 1975                                                                                               | Speedy's Coming                                                         | —           | —           | —           | —           | —           | —           | —           | —           | —           | —           | —           |                                                                                            | Fly to the Rainbow          |
| 1976                                                                                               | Virgin Killer                                                           | —           | —           | —           | —           | —           | —           | —           | —           | —           | —           | —           |                                                                                            | Virgin Killer               |
| 1977                                                                                               | Pictured Life                                                           | —           | —           | —           | —           | —           | —           | —           | —           | —           | —           | —           |                                                                                            | Virgin Killer               |
| 1977                                                                                               | He's a Woman - She's a Man                                              | —           | —           | —           | —           | —           | —           | —           | —           | —           | —           | —           |                                                                                            | Taken by Force              |
| 1978                                                                                               | Sails of Charon                                                         | —           | —           | —           | —           | —           | —           | —           | —           | —           | —           | —           |                                                                                            | Taken by Force              |
| 1978                                                                                               | All Night Long                                                          | —           | —           | —           | —           | —           | —           | —           | —           | —           | —           | —           |                                                                                            | Tokyo Tapes                 |
| 1979                                                                                               | Another Piece of Meat                                                   | —           | —           | —           | —           | —           | —           | —           | —           | —           | —           | —           |                                                                                            | Lovedrive                   |
| 1979                                                                                               | Is There Anybody There?                                                 | —           | —           | —           | —           | —           | —           | —           | —           | 39          | —           | —           |                                                                                            | Lovedrive                   |
| 1979                                                                                               | Lovedrive                                                               | —           | —           | —           | —           | —           | —           | —           | —           | 69          | —           | —           |                                                                                            | Lovedrive                   |
| 1979                                                                                               | Loving You Sunday Morning                                               | —           | —           | —           | —           | —           | —           | —           | —           | —           | —           | —           |                                                                                            | Lovedrive                   |
| 1980                                                                                               | Hey You                                                                 | —           | —           | —           | —           | —           | —           | —           | —           | —           | —           | —           |                                                                                            | Animal Magnetism            |
| 1980                                                                                               | Make It Real                                                            | —           | —           | —           | —           | —           | —           | —           | —           | 72          | —           | —           |                                                                                            | Animal Magnetism            |
| 1980                                                                                               | Only a Man                                                              | —           | —           | —           | —           | —           | —           | —           | —           | —           | —           | —           |                                                                                            | Animal Magnetism            |
| 1980                                                                                               | Lady Starlight                                                          | —           | —           | —           | —           | —           | —           | —           | —           | —           | —           | —           |                                                                                            | Animal Magnetism            |
| 1980                                                                                               | The Zoo                                                                 | —           | —           | —           | —           | —           | —           | —           | —           | 75          | —           | —           |                                                                                            | Animal Magnetism            |
| 1982                                                                                               | No One Like You                                                         | —           | —           | 49          | —           | —           | —           | —           | —           | 64          | 65          | 1           |                                                                                            | Blackout                    |
| 1982                                                                                               | Can't Live Without You                                                  | —           | —           | —           | —           | —           | —           | —           | —           | 63          | —           | —           |                                                                                            | Blackout                    |
| 1982                                                                                               | Now!                                                                    | —           | —           | —           | —           | —           | —           | —           | —           | —           | —           | —           |                                                                                            | Blackout                    |
| 1984                                                                                               | Rock You Like a Hurricane                                               | —           | —           | 37          | —           | 47          | —           | —           | —           | 78          | 25          | 5           | - UK: Argento                                                                              | Love at First Sting         |
| 1984                                                                                               | Still Loving You                                                        | 14          | —           | —           | 3           | 5           | —           | —           | 3           | —           | 64          | 36          | - FRA: Platino                                                                             | Love at First Sting         |
| 1984                                                                                               | Big City Nights                                                         | —           | —           | —           | —           | —           | —           | —           | —           | 76          | —           | 14          |                                                                                            | Love at First Sting         |
| 1985                                                                                               | No One Like You (Live)                                                  | 40          | —           | —           | —           | —           | —           | —           | —           | —           | —           | —           |                                                                                            | World Wide Live             |
| 1988                                                                                               | Rhythm of Love                                                          | —           | —           | —           | —           | —           | —           | —           | —           | 59          | 75          | 6           |                                                                                            | Savage Amusement            |
| 1988                                                                                               | Believe in Love                                                         | —           | —           | —           | —           | —           | —           | —           | —           | —           | —           | 12          |                                                                                            | Savage Amusement            |
| 1989                                                                                               | Passion Rules the Game                                                  | —           | —           | —           | —           | —           | —           | —           | —           | 74          | —           | —           |                                                                                            | Savage Amusement            |
| 1989                                                                                               | I Can't Explain                                                         | —           | —           | —           | —           | —           | —           | —           | —           | —           | —           | 5           |                                                                                            | Best of Rockers 'n' Ballads |
| 1990                                                                                               | Tease Me Please Me                                                      | —           | —           | —           | —           | —           | —           | —           | —           | —           | —           | 8           |                                                                                            | Crazy World                 |
| 1990                                                                                               | Don't Believe Her                                                       | —           | —           | —           | —           | —           | —           | —           | —           | 77          | —           | 13          |                                                                                            | Crazy World                 |
| 1991                                                                                               | Wind of Change                                                          | 1           | 1           | 10          | 1           | 1           | 1           | 1           | 1           | 2           | 4           | 2           | - AUS: Oro - AUT: Platino - FRA: Oro - GER: Platino - ITA: Platino - UK: Argento - US: Oro | Crazy World                 |
| 1991                                                                                               | Send Me an Angel                                                        | 5           | 8           | —           | 8           | 4           | —           | 4           | 14          | 27          | 44          | 8           |                                                                                            | Crazy World                 |
| 1992                                                                                               | Ветер Перемен (Wind of Change) (versione russa)                         | 38          | —           | —           | —           | —           | —           | —           | —           | —           | —           |             |                                                                                            | Crazy World                 |
| 1992                                                                                               | Vientos de cambio (Wind of Change) (versione spagnola)                  | —           | —           | —           | —           | —           | —           | —           | —           | —           | —           | —           |                                                                                            | Crazy World                 |
| 1992                                                                                               | Hit Between the Eyes                                                    | —           | —           | —           | —           | —           | —           | —           | —           | —           | —           | 24          |                                                                                            | Crazy World                 |
| 1992                                                                                               | Still Loving You (Remix)                                                | —           | —           | —           | —           | —           | —           | —           | —           | —           | —           | —           |                                                                                            | Still Loving You            |
| 1993                                                                                               | Alien Nation                                                            | 27          | —           | —           | —           | —           | —           | —           | —           | —           | —           | 10          |                                                                                            | Face the Heat               |
| 1993                                                                                               | Under the Same Sun                                                      | 99          | —           | —           | 19          | —           | —           | —           | —           | —           | —           | 16          |                                                                                            | Face the Heat               |
| 1993                                                                                               | Woman                                                                   | —           | —           | —           | —           | —           | —           | —           | —           | —           | —           | 15          |                                                                                            | Face the Heat               |
| 1994                                                                                               | No Pain No Gain                                                         | —           | —           | —           | —           | —           | —           | —           | —           | —           | —           | —           |                                                                                            | Face the Heat               |
| 1995                                                                                               | White Dove                                                              | 18          | —           | —           | —           | —           | —           | —           | 20          | —           | —           | —           |                                                                                            | Live Bites                  |
| 1996                                                                                               | You and I                                                               | 22          | 34          | —           | 23          | —           | —           | 37          | 23          | —           | —           | —           |                                                                                            | Pure Instinct               |
| 1996                                                                                               | Wild Child                                                              | —           | —           | —           | —           | —           | —           | —           | —           | —           | —           | 19          |                                                                                            | Pure Instinct               |
| 1996                                                                                               | Does Anyone Know                                                        | 81          | —           | —           | —           | —           | —           | —           | —           | —           | —           | —           |                                                                                            | Pure Instinct               |
| 1996                                                                                               | When You Came into My Life                                              | 97          | —           | —           | —           | —           | —           | —           | —           | —           | —           | —           |                                                                                            | Pure Instinct               |
| 1997                                                                                               | Where the River Flows                                                   | 97          | —           | —           | —           | —           | —           | —           | —           | —           | —           | —           |                                                                                            | Pure Instinct               |
| 1999                                                                                               | To Be No. 1                                                             | 55          | —           | —           | —           | —           | —           | —           | —           | —           | —           | —           |                                                                                            | Eye II Eye                  |
| 1999                                                                                               | Mysterious                                                              | —           | —           | —           | —           | —           | —           | —           | —           | —           | —           | 26          |                                                                                            | Eye II Eye                  |
| 2000                                                                                               | Moment of Glory (con la Berliner Philharmoniker)                        | 67          | —           | —           | —           | —           | —           | —           | —           | —           | —           | —           |                                                                                            | Moment of Glory             |
| 2000                                                                                               | Send Me an Angel (con la Berliner Philharmoniker & Zucchero Fornaciari) | —           | —           | —           | —           | —           | —           | —           | —           | —           | —           | —           |                                                                                            | Moment of Glory             |
| 2000                                                                                               | Hurricane 2000 (con la Berliner Philharmoniker)                         | —           | —           | —           | —           | —           | —           | —           | —           | —           | —           | —           |                                                                                            | Moment of Glory             |
| 2000                                                                                               | Here in My Heart (con la Berliner Philharmoniker & Lyn Liechty)         | —           | —           | —           | —           | —           | —           | —           | —           | 91          | —           | —           |                                                                                            | Moment of Glory             |
| 2001                                                                                               | When Love Kills Love                                                    | —           | —           | —           | —           | —           | —           | —           | —           | —           | —           | —           |                                                                                            | Acoustica                   |
| 2004                                                                                               | Love 'em or Leave 'em                                                   | —           | —           | —           | —           | —           | —           | —           | —           | —           | —           | —           |                                                                                            | Unbreakable                 |
| 2007                                                                                               | Humanity                                                                | —           | —           | —           | —           | —           | —           | —           | —           | —           | —           | —           |                                                                                            | Humanity: Hour I            |
| 2007                                                                                               | Love Will Keep Us Alive                                                 | —           | —           | —           | —           | —           | —           | —           | —           | —           | —           | —           |                                                                                            | Humanity: Hour I            |
| 2008                                                                                               | The Game of Life                                                        | —           | —           | —           | —           | —           | —           | —           | —           | —           | —           | —           |                                                                                            | Humanity: Hour I            |
| 2010                                                                                               | The Good Die Young (con Tarja Turunen)                                  | —           | —           | —           | —           | —           | —           | —           | —           | —           | —           | —           |                                                                                            | Sting in the Tail           |
| 2010                                                                                               | Raised on Rock                                                          | —           | —           | —           | —           | —           | —           | —           | —           | —           | —           | —           |                                                                                            | Sting in the Tail           |
| 2011                                                                                               | Je t'aime encore (Still Loving You) (con Amandine Bourgeois)            | —           | —           | —           | —           | —           | —           | —           | —           | —           | —           | —           |                                                                                            | Comeblack                   |
| 2015                                                                                               | We Built This House                                                     | —           | —           | —           | —           | —           | —           | —           | —           | —           | —           | —           |                                                                                            | Return to Forever           |
| 2015                                                                                               | Eye of the Storm                                                        | —           | —           | —           | —           | —           | —           | —           | —           | —           | —           | —           |                                                                                            | Return to Forever           |
| 2015                                                                                               | Going Out with a Bang                                                   | —           | —           | —           | —           | —           | —           | —           | —           | —           | —           | —           |                                                                                            | Return to Forever           |
| 2016                                                                                               | Rock 'n' Roll Band                                                      | —           | —           | —           | —           | —           | —           | —           | —           | —           | —           | —           |                                                                                            | Return to Forever           |
| 2021                                                                                               | Peacemaker                                                              | __          | __          | __          | __          | __          | __          | __          | __          | __          | __          | __          |                                                                                            | Rock Believer               |
| 2022                                                                                               | Rock Believer                                                           | __          | __          | __          | __          | __          | __          | __          | __          | __          | __          | __          |                                                                                            | Rock Believer               |
| 2022                                                                                               | Seventh Sun                                                             | __          | __          | __          | __          | __          | __          | __          | __          | __          | __          | __          |                                                                                            | Rock Believer               |
| 2022                                                                                               | Shining of Your Soul                                                    | __          | __          | __          | __          | __          | __          | __          | __          | __          | __          | __          |                                                                                            | Rock Believer               |
| "—" indica una pubblicazione che non si è classificata o che non è stata pubblicata in quel Paese. |                                                                         |             |             |             |             |             |             |             |             |             |             |             |                                                                                            |                             |

## Videografia

### Album video
| Anno | Titolo                                             | Certificazioni |
| ---- | -------------------------------------------------- | -------------- |
| 1985 | First Sting                                        |                |
| 1985 | World Wide Live                                    | - US: Oro      |
| 1988 | To Russia with Love and Other Savage Amusements    | - US: Oro      |
| 1991 | Crazy World Tour Live... Berlin 1991               |                |
| 2001 | Moment of Glory – Berliner Philharmoniker Live     | - CAN: Oro     |
| 2001 | Acoustica DVD                                      |                |
| 2002 | A Savage Crazy World                               |                |
| 2004 | Unbreakable World Tour 2004: One Night in Vienna   |                |
| 2007 | Live at Wacken Open Air 2006                       |                |
| 2009 | Amazônia – Live in the Jungle                      | - FRA: Oro     |
| 2009 | Scorpions Live In 3D - Get Your Sting and Blackout |                |
| 2013 | MTV Unplugged – Live in Athens                     |                |

### Video musicali
| Anno | Titolo                       | Regista                           |
| ---- | ---------------------------- | --------------------------------- |
| 1982 | No One Like You              | Marty Callner, Hart Perry         |
| 1982 | Arizona                      |                                   |
| 1984 | I'm Leaving You              | Martin Kahan                      |
| 1984 | Rock You Like a Hurricane    | David Mallet                      |
| 1984 | Still Loving You             | Hart Perry                        |
| 1985 | Big City Nights              | Marty Callner e Richard Perry     |
| 1988 | Rhythm of Love               | Marty Callner                     |
| 1988 | Believe in Love              | Marty Callner                     |
| 1988 | Passion Rules the Game       |                                   |
| 1988 | Walking on the Edge          |                                   |
| 1990 | Tease Me Please Me           |                                   |
| 1990 | Don't Believe Her            |                                   |
| 1990 | Wind of Change               |                                   |
| 1990 | Send Me an Angel             | Meiert Avis                       |
| 1992 | Hit Between the Eyes         |                                   |
| 1993 | Alien Nation                 | Matt Mahurin                      |
| 1993 | No Pain No Gain              |                                   |
| 1993 | Woman                        | Jeff Richter                      |
| 1993 | Under the Same Sun           | Peter Christopherson, Wayne Isham |
| 1994 | White Dove                   |                                   |
| 1996 | You and I                    | Marcus Nispel                     |
| 1996 | When You Came into My Life   |                                   |
| 1999 | To Be No. 1                  | David Mallet                      |
| 1999 | What You Give You Give Back  |                                   |
| 1999 | A Moment in a Million Years  |                                   |
| 2000 | Hurricane 2000               | Pit Weyrich                       |
| 2000 | Moment of Glory              | Pit Weyrich                       |
| 2000 | Here in My Heart             | Pit Weyrich                       |
| 2004 | Remember the Good Times      | Hannes Rossacher                  |
| 2007 | Humanity                     |                                   |
| 2010 | The Good Die Young           |                                   |
| 2011 | All Day and All of the Night | Oliver Sommer                     |
| 2011 | Across the Universe          | Oliver Sommer                     |
| 2011 | Children of the Revolution   | Oliver Sommer                     |
| 2011 | Tainted Love                 | Oliver Sommer                     |
| 2011 | Ruby Tuesday                 | Oliver Sommer                     |
| 2015 | We Built This House          | Joern Heitmann                    |
| 2015 | Going Out with a Bang        | Dennis Dirksen                    |

## Cover dei brani degli Scorpions
La seguente è una lista di alcune canzoni degli Scorpions che sono state reinterpretate da altri artisti.
- He's a Woman - She's a Man - Helloween
- Rock You Like a Hurricane - Sinergy
- Dynamite - Paradox
- Still Loving You - Sonata Arctica
- Blackout - Stratovarious
- Don't Stop at the Top - Children of Bodom
- Dark Lady - Agent Steel
- Top of the Bill - Steel Prophet
- Steamrock Fever - Prolopower, cantata in tedesco
- Coming Home - Tankard
- Coast to Coast - Disbelief
- Passion Rules the Game - To Die For
- Pictured Life - Breaker
- Crying Days - Therion -
- Is There Anybody There? - Rough Silk
- Another Piece of Meat - Metalium
- Alien Nation - Seven Witches
- Send Me an Angel - Custard
- Rock You Like a Hurricane - S.O.D.
- Another Piece of Meat - Diary
- Blackout - Mystic Force
- Rock You Like a Hurricane - Seven Witches
- Big City Nights - Push Comes II Shove
- The Zoo - Black Earth
- China White - Tyrant
- He's a Woman - She's a Man - Evil Dead
- Robot Man - Defekt
- Animal Magnetism - Solarisis
- Don't Make No *Promises - Atomic Power
- Fly to the Rainbow / Dark Lady - New Eden
- Alien Nation - Avalon
- Dark Lady (reptile mix) - Agent Steel
- Rock You Like a Hurricane - Kelly Hansen (Hurricane)
- Still Loving You – Steve Whiteman (Kix)
- Falling in Love – Marq Torien (Bulletboys)
- Big City Nights (remix) – Kevin DuBrow (Quiet Riot)
- Blackout – Stevie Rachelle (Tuff)
- No One Like You – Jizzy Pearl (Ratt, Love/Hate)
- The Zoo – Joe LeSte (Bang Tango)
- Steamrock Fever – Phil Lewis (L.A. Guns)
- In Trance – Kory Clarke (Warrior Soul)
- He's a Woman - She's a Man – John Corabi (Mötley Crüe, Ratt)
- Holiday – Paul Shortino (Quiet Riot, Shortino/Northrup)
- Lovedrive – Taime Downe (Faster Pussycat)
- No One Like You - Lagwagon
- The Zoo - Iron Maiden
- The Sails of Charon - Yngwie Malmsteen
- Rock You Like a Hurricane - Green Day
- Yellow Raven - Pain of Salvation

## Album tributo
- 2000 – Covered Like a Hurricane: A Tribute to the Scorpions
- 2000 – Another Piece of Metal: Tribute to Scorpions
- 2001 – A Tribute to the Scorpions
- 2005 – Tribute to the Scorpions: Six Strings, Twelve Stings